# Neotonchoides cuanensis
Neotonchoides cuanensis is een rondwormensoort uit de familie van de Neotonchidae. De wetenschappelijke naam van de soort is voor het eerst geldig gepubliceerd in 1956 door Gerlach.